# Bình Minh, Nghi Sơn
Bình Minh là một phường thuộc thị xã Nghi Sơn, tỉnh Thanh Hóa, Việt Nam.

## Địa lý
Phường Bình Minh nằm ở phía đông thị xã Nghi Sơn, có vị trí địa lý:
- Phía đông giáp Biển Đông và phường Hải Thanh
- Phía tây giáp phường Nguyên Bình và phường Xuân Lâm
- Phía nam giáp phường Hải Bình
- Phía bắc giáp phường Hải Hòa.

Phường Bình Minh có diện tích 6,41 km², dân số năm 2019 là 11.471 người, mật độ dân số đạt 1.790 người/km².
Một nhánh nhỏ của sông Than chảy qua địa bàn phường, thường được gọi là sông Lạch Bạng.

## Lịch sử
Trước đây, Bình Minh là một xã thuộc huyện Tĩnh Gia.
Ngày 14 tháng 12 năm 1984, tách 18 ha diện tích tự nhiên của xã Bình Minh để thành lập thị trấn Tĩnh Gia.
Ngày 22 tháng 4 năm 2020, Ủy ban Thường vụ Quốc hội ban hành Nghị quyết số 933/NQ-UBTVQH14 về việc thành lập thị xã Nghi Sơn và các phường thuộc thị xã Nghi Sơn (nghị quyết có hiệu lực từ ngày 1 tháng 6 năm 2020). Theo đó, chuyển huyện Tĩnh Gia thành thị xã Nghi Sơn và thành lập phường Bình Minh trên cơ sở toàn bộ 6,41 km² diện tích tự nhiên và 11.471 người của xã Bình Minh.

## Di tích
Trên địa bàn phường có chùa Thiên Vương và đền Khánh Trạch.